# Дорошев, Никита Иванович
Никита Иванович Дорошев (1876, Густоляй, Курская губерния — ?) — эсер, делегат Всероссийского Учредительного собрания.

## Биография
По происхождению из крестьян. Служил делопроизводителем. В 1904 вступил в партию социалистов-революционеров. В 1906 году арестован как «крайне вредный агитатор», помещён в  Курскую тюрьму. Был выборщиком по крестьянской курии при выборах I Думу. В 1906 году сослан в город Богодухов. В 1908 году в ссылке в Балаганском уезде Иркутской губернии. Освобождён по амнистии в 1917. Льговские краеведы называют его "учителем Дорошевым", на чём основано это определение неясно. 2 марта 1917 года Дорошев открыл митинг и демонстрацию железнодорожников станции Льгов-2 и рабочих сахарного завода. Встав на край платформы и подняв вверх руку, чтобы демонстранты успокоились, он сказал: "В Петрограде сбросили царя-изверга и организовали свою власть — Советы. Поздравляю вас с революцией!». 16 апреля Дорошев был избран  председателем Льговского уездного исполнительного комитета Советов рабочих и солдатских депутатов,  затем он стал и  председателем Льговского  уездного земельного комитета. 
Начиная с 1 июля 1917 года, участвовал в работе во второй сессии Главного земельного комитета, настаивал на незамедлительном решении земельного вопроса: «У нас условия таковы, что нельзя ждать».  
В том же году он избрался в члены Учредительного собрания по Курскому избирательному округу (список № 1, эсеры). 28 ноября был одним из 27 депутатов, имеющих мандаты, открывших в Таврическом дворце частное совещание членов Учредительного собрания. 5 января 1918 года Никита Иванович участвовал  в единственном заседании Учредительного собрания, после которого оно было разогнано.
В 1918 году участвовал в работе Юго-Восточного комитета членов Учредительного собрания в Екатеринодаре.